# Elina Öhman
Anna Elina Öhman, född 21 augusti 1994 i Älvsbyn, är en svensk tidigare skotercrossförare. Öhman blev 2014 SM-, NM- och Womens World Cup-mästare i skotercross. Hon är dotter till den kände rallycross- och skotercrossföraren Mats Öhman och kusin till skotercrossföraren Emil Öhman.
Öhman tävlade i Mästarnas mästare 2023, som sändes i SVT.